# MARS-500

Logo del proyecto "Mars-500"

El proyecto MARS-500 o MARTE-500 (en ruso Марс-500) fue una iniciativa del Instituto de Problemas Médicos y Biológicos (IMBP), entidad dependiente de la Academia de Ciencias de Rusia, que pretendía simular un viaje al planeta Marte. El experimento se llevó a cabo entre los años 2007 y 2011 bajo organización de Rusia, la Agencia Espacial Europea y China

## Antecedentes
Si bien ya con anterioridad se han estudiado las consecuencias del aislamiento prolongado sobre grupos humanos y la viabilidad de ecosistemas parcialmente autosuficientes en, por ejemplo, las estaciones de investigación habitadas temporalmente en los entornos experimentales de la Antártida, Biosfera 2, BIOS-3 o más recientemente en el NEEMO (NASA Extreme Environment Mission Operations) entre otros, este proyecto, que contó con la colaboración de la ESA pretendía simular específicamente un viaje a Marte, investigando las consecuencias médicas y psicológicas del confinamiento durante un espacio de tiempo prolongado de una tripulación en un espacio aislado. En este sentido, la principal experiencia real relacionada con los propósitos de este experimento puede que sea la de Valeri Poliakov, quien permaneció de manera ininterrumpida en el espacio durante 437 días a bordo de la estación espacial MIR entre el 8 de enero de 1994 y el 22 de marzo de 1995.

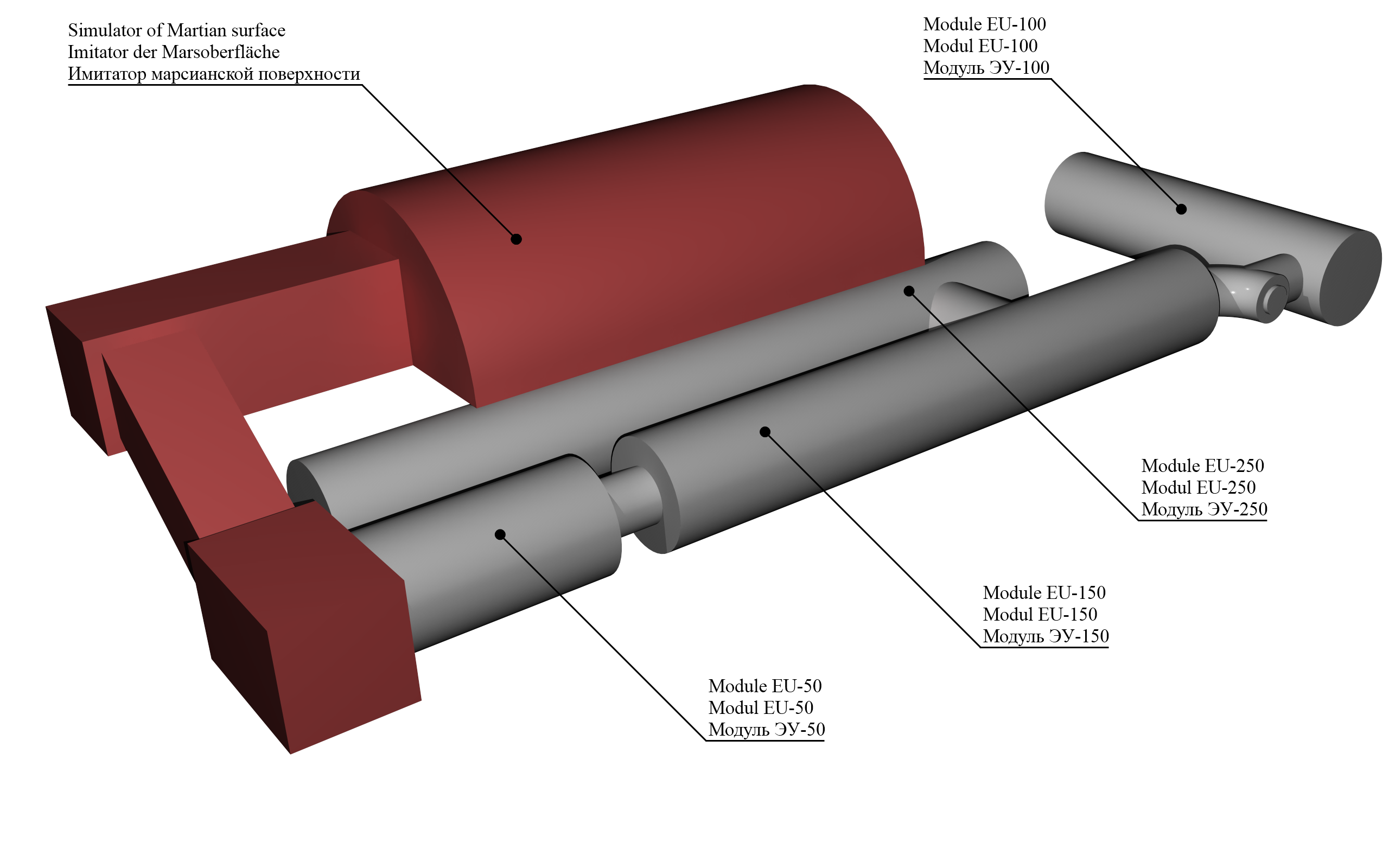
Plano de los módulos. EU-50 es el simulador de la cápsula de descenso a Marte. EU-150 es el módulo principal, que incluye seis camarotes individuales. EU-100 es el laboratorio médico. EU-250 se utiliza como almacén y en él hay instalado un invernadero. La bóveda es el simulador de la superficie marciana.

## Tripulación y etapas del experimento
El proyecto MARS-500 publicó una serie de requisitos básicos para cualquier candidato potencial. Los requisitos de voluntariado anunciados fueron los siguientes:

### Requisitos básicos
- Edad entre 25–50 años con educación superior

### Requisitos profesionales
- Médico general con conocimientos de primeros auxilios médicos
- Médico – investigador con habilidades de diagnóstico de laboratorio clínico
- Biólogo
- Ingeniero – especialista en sistemas de soporte vital
- Ingeniero – especialista en informática
- Ingeniero – especialista en electrónica
- Ingeniero – mecánico

### Habilidades lingüísticas
- Conocimiento de los idiomas ruso e inglés a nivel profesional.

### Tripulación de la primera etapa
La tripulación de la primera etapa de 15 días del experimento de aislamiento estaba compuesta por seis rusos: cinco hombres y una mujer. Esta etapa del experimento se realizó en noviembre de 2007.
1. Anton Artamonov (nacido en 1982), ingeniero, físico y programador
2. Oleg Artemyev (nacido en 1970), ingeniero y cosmonauta
3. Alexander Kovalev (nacido en 1982), ingeniero empleado por el laboratorio de telemedicina de IBMP
4. Dmitry Perfilov (nacido en 1975), anestesiólogo empleado por el laboratorio de telemedicina de IBMP
5. Sergey Ryazansky (nacido en 1974), comandante de tripulación, fisiólogo y cosmonauta
6. Marina Tugusheva (nacida en 1983), bióloga, investigadora del IBMP

Marina Tugusheva, la única mujer de la tripulación, fue excluida de las misiones más largas.

### Tripulación de la segunda etapa
La segunda etapa de 105 días involucró a una tripulación de seis miembros y finalizó el 14 de julio de 2009.
1. Oleg Artemyev, cosmonauta ruso
2. Alexei Baranov, médico ruso
3. Cyrille Fournier, piloto de avión francés
4. Oliver Knickel, ingeniero mecánico del ejército alemán
5. Sergey Ryazansky (comandante), cosmonauta ruso
6. Alexei Shpakov, fisiólogo deportivo ruso

### Tripulación de la tercera etapa
Más de 6000 personas de 40 países solicitaron participar en la tercera etapa de 520 días del experimento. Los voluntarios seleccionados fueron tres rusos, dos europeos y un chino. Tenían un dominio variable del inglés, pero no todos hablaban ruso. Los seleccionados por la ESA fueron:
1. Romain Charles, ingeniero francés de 31 años
2. Sukhrob Rustamovich Kamolov (Сухроб Рустамович Камолов), cirujano ruso
3. Alexey Sergeyevich Sitev (Алексей Сергеевич Ситёв), ingeniero ruso y comandante de la misión
4. Alexandr Egorovich Smoleevskiy (Александр Егорович Смолеевский), fisiólogo ruso
5. Diego Urbina, ingeniero ítalo-colombiano de 27 años
6. Wang Yue (王跃), instructor chino de 27 años en el Centro de Investigación y Entrenamiento de Astronautas de China
7. Reemplazo: Mijaíl Sinelnikov (Михаил Олегович Синельников), un ingeniero ruso de 37 años.

La misión comenzó el 3 de junio de 2010 y concluyó el 4 de noviembre de 2011, después de lo cual los participantes entraron en una cuarentena de cuatro días antes de abandonar las instalaciones.

## Consideraciones distintivas del experimento
Es posible señalar las siguientes diferencias principales de un vuelo interplanetario autónomo de un vuelo orbital que debe realizarse de esta o aquella manera durante la simulación en tierra de una expedición marciana tripulada:
- Imposibilidad de entrega adicional de recursos (alimentos; agua; medios de depuración de atmósfera; energía; aparatos, equipos y repuestos; ropa, calzado, ropa de cama; medios de asistencia médica, medicamentos; medios de higiene sanitaria; fuentes de información).
- Imposibilidad de recibir ayuda de la Tierra, incluido el retorno urgente a la Tierra.
- Autogestión de la tripulación en condiciones de disminución del control operativo y social desde la Tierra, suponiendo:

1. Autocontrol de toda la actividad de la vida de la tripulación, incluido el control del estado de salud, el estado psicológico y la capacidad de trabajo;
2. toma de decisiones independiente;
3. solución independiente de los problemas que aparecen.

- Limitación en la recepción operativa de información desde Tierra (retraso en el paso de la señal, limitación del volumen de comunicación).
- Aterrizaje en el nuevo planeta e interacción de dos grupos que realizan funciones diferentes: el que aterriza y el que permanece en órbita.

- Especificidad de las situaciones nominales:

1. Déficit o ausencia total del recurso necesario;
2. ausencia total de comunicación con la Tierra;
3. pérdida total o parcial de la capacidad de trabajo de miembros separados de la tripulación en relación con enfermedades, lesiones, conflictos;
4. trastorno de la interacción interpersonal debido a un conflicto irresoluble.

### Estructura teórica del vuelo
1. Vuelo Tierra-Marte. Duración: 250 días.
2. Permanencia en la superficie de Marte: 30 días.
3. Retorno Marte-Tierra: 240 Días.

## Objetivos del experimento
Los principales objetivos son el estudio de la interacción en el sistema "humano - medio ambiente", la obtención de los datos experimentales sobre el estado de salud y capacidad de trabajo de un humano para permanecer mucho tiempo en condiciones de aislamiento en el entorno herméticamente cerrado de volumen confinado durante la simulación de las principales particularidades de la de vuelo de Marte (más de duración, la autonomía, cambios en las condiciones de comunicación con la Tierra - el retraso de señal, la limitación de los recursos de consumo).
Entre las tareas principales se encuentran:
- El estudio de la influencia de las condiciones simuladas de expedición tripulada de Marte en la salud de la tripulación y la capacidad de trabajo.
- La organización de la actividad de la tripulación y su interacción con el Centro de Control de experimento.
- Verificación de los principios, métodos y medios de control, diagnóstico y predicción del estado de los tripulantes, así como de la salud y la capacidad de trabajo, la prestación de la atención médica, inclusive con el uso de las tecnologías de la telemedicina.
- Contramedidas contra el efecto adverso de la "huida" factores en el cuerpo humano.
- El apoyo psicológico.
- Vigilancia del medio ambiente.
- Aprobación de las modernas tecnologías y herramientas de apoyo a la vida humana y la protección.
- Aprobación de los elementos de información biomédica-sistema de análisis.

## Características del módulo

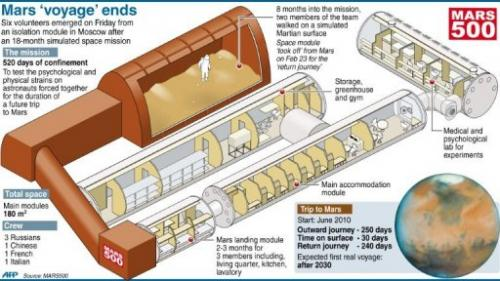
Vista general de las instalaciones

Plano general de las instalaciones

La instalación, ubicada en Moscú, tiene un volumen sellado de 550 m³, y reproduce una nave espacial interplanetaria, un módulo de aterrizaje y un paisaje marciano donde simularán las actividades extravehiculares. Las estancias están herméticamente selladas y comunicadas entre sí. Los distintos módulos de los que se compone el hábitat son:
- Módulo médico (3,2 x 11,9 m) 38 m²
- Módulo habitable (3,6 x 20 m) 72 m² con capacidad para 6 tripulantes, y dotado de 6 pequeñas habitaciones individuales de unos 3 m²
- Módulo simulador de aterrizaje (6,3 x 6,17 m) 38 m² con capacidad para 3 tripulantes
- Módulo de almacenaje (3,9 x 24 m) 93 m² compuesto por almacenes, zonas de experimentación, sauna y gimnasio.

## Instalaciones
La instalación experimental estaba ubicada en el sitio del Instituto de Problemas Biomédicos en Moscú, conocido internacionalmente como Institute of Biomedical Problems (IMBP, también IBMP y en ruso: Институт медико-биологических проблем РАН), de la Academia de Ciencias de Rusia. El complejo constaba de la instalación de aislamiento, la sala de operaciones de la misión, las instalaciones técnicas y las oficinas.
La instalación de aislamiento constaba de cinco módulos diferentes. Tres, los módulos de hábitat, de servicios públicos y médico, simularon la nave espacial principal. El cuarto módulo simulaba el módulo de aterrizaje marciano y estaba conectado a la nave espacial principal. El quinto módulo era un simulador de la superficie marciana y está conectado al módulo de aterrizaje marciano. El volumen combinado de los módulos fue de 550 m3 (19 000 pies cúbicos).
La instalación incluía todo el equipo necesario para llevar a cabo el experimento. Estos incluían sistemas de comunicaciones y control, sistemas de ventilación, suministros de aire y agua, instalaciones eléctricas, sistemas de alcantarillado, monitoreo de la calidad del aire y del agua y sistemas de reciclaje parcial, equipos médicos, sistemas de monitoreo de seguridad contra incendios y otros, y equipos de emergencia. Los módulos se mantuvieron a la presión barométrica normal de la Tierra.

### Módulo habitable
El módulo habitable era la vivienda principal de la tripulación. El módulo cilíndrico de 3,6 m × 20 m (12 pies × 66 pies) constaba de seis compartimentos individuales para la tripulación, una cocina/comedor, una sala de estar, la sala de control principal y un baño. Los compartimentos de los dormitorios individuales, que tenían un área de alrededor de 3 m2 (32 pies cuadrados) cada uno, contenían una cama, un escritorio, una silla y estantes para objetos personales.

### Módulo médico
El módulo médico cilíndrico medía 3,2 m × 11,9 m (10 pies × 39 pies) y albergaba dos literas médicas, un baño y equipo para exámenes médicos de rutina. También contenía equipos para investigaciones telemédicas, de laboratorio y de diagnóstico. Si los miembros de la tripulación se hubieran enfermado, habrían sido aislados y tratados en el módulo.
Simulador de módulo de aterrizaje en Marte
El simulador del módulo de aterrizaje en Marte solo se usó durante la fase del experimento de "orbitación de Marte" de 30 días. El módulo cilíndrico de 6,3 m × 6,17 m (20,7 pies × 20,2 pies) acomodaba hasta tres miembros de la tripulación y tenía tres literas, dos estaciones de trabajo y un baño. Sus sistemas auxiliares incluían un sistema de control y recopilación de datos, un sistema de video control y comunicaciones, un sistema de análisis de gases, un sistema de aire acondicionado y ventilación, un sistema de alcantarillado y suministro de agua, y un sistema de extinción de incendios.

### Módulo de almacenamiento
El módulo de almacenamiento cilíndrico de 3,9 m × 24 m (13 pies × 79 pies) se dividió en cuatro compartimentos:
- Un compartimento refrigerado para el almacenamiento de alimentos.
- Un compartimento para el almacenamiento de alimentos no perecederos.
- Un invernadero experimental
- Un compartimento que contiene un baño, sauna y gimnasio.

## Experimentos de simulación satelital
Durante el experimento MARS-500, se realizaron experimentos adicionales relacionados destinados a estudiar los efectos de la radiación, los problemas de salud asociados con la ingravidez, el impacto del fuego a bordo de la nave espacial y otros.

### Experimentos cardíacos
Los experimentos de la tripulación incluyeron una investigación operativa mensual, que consistió en registrar un electrocardiograma, muestras respiratorias y presión arterial, y un cuestionario sobre el estilo de vida, el estrés y las posibles quejas durante el último mes.
Los estudios complejos dinámicos trimestrales incluyeron la medición y registro de la presión arterial y parámetros cardiorrespiratorios complejos durante la realización de pruebas funcionales con carga física, mental y ortostática. Antes y después de la serie de estudios se realizaron cuestionarios detallados que realizaban pruebas psicológicas y estudios estándar de dispensarios para pacientes ambulatorios.

### Experimentos de inmersión
Debido a la larga estadía en la ingravidez, una persona tiene trastornos hipocinéticos. Para estudiar este fenómeno, el IBMP ha estado realizando investigaciones en esta área durante muchos años, lo que ha permitido construir una imagen detallada de la causa de los trastornos hipocinéticos. Los resultados experimentales muestran que la causa principal de las violaciones es un cambio en los mecanismos dependientes de la gravedad que son responsables de la actividad motora bajo la influencia de la gravedad en el cuerpo. Los cambios comienzan a ocurrir debido a la interrupción del trabajo coordinado de los sistemas sensoriales, en particular los de soporte esquelético y propioceptivo. Los datos obtenidos durante los experimentos sugieren que la aferencia de soporte en humanos actúa como un mecanismo de activación y regulación de la actividad del sistema postural-tónico, y que la falta de soporte esquelético es la razón de la descarga de los cambios fisiológicos y morfológicos que son comunes. en condiciones de ingravidez y microgravedad.
El objetivo principal de los experimentos de inmersión era estudiar los efectos potenciales del vuelo (incluida la descarga) sobre los mecanismos de soporte del cuerpo (espinal, supraespinal), sobre el estado del sistema nervioso central y sobre la función motora y la coordinación ojo-mano.

### Experimentos hiperbáricos
Durante el vuelo, existía un riesgo de incendio en la nave espacial, y el argón está planeado como inhibidor en la atmósfera de la nave espacial para reducir este riesgo. El uso de argón puede reducir significativamente la concentración de oxígeno en la atmósfera de una nave espacial sin dañar a la tripulación y crear el llamado entorno hipóxico. Los experimentos hiperbáricos complementan el conocimiento sobre el efecto de la mezcla de oxígeno, nitrógeno y argón resistente al fuego en el cuerpo humano con la ayuda de una evaluación integrada del cuerpo del sujeto durante una estancia prolongada en una mezcla resistente al fuego. Las pruebas fueron para determinar el nivel de rendimiento mental y físico, evaluar el estado del sistema cardiorrespiratorio, parámetros hematológicos, metabólicos e inmunológicos en sangre, y realizar estudios microbiológicos e investigaciones que permitan mejorar los sistemas de apoyo existentes.

### Experimentos radiológicos
Para evitar problemas de salud causados por la radiación durante el vuelo a Marte, es necesario crear un modelo de predicción del riesgo de radiación. El modelo debe describir el riesgo de enfermedad por radiación en función de la dosis total recibida, la disminución del rendimiento que provoca una reacción aguda y la posible reducción de la resistencia general del sistema inmunitario a los demás riesgos para la salud del vuelo interplanetario.
El modelo de predicción se crea exponiendo a un grupo de monos a una fuente de radiación (cesio-137). Luego se llevan a cabo experimentos radiológicos para estudiar las reacciones radiobiológicas de los principales sistemas del organismo regulador (nervioso, endocrino, inmunitario, cardiovascular, hematopoyético) y la respuesta citogenética y de los espermatozoides a la irradiación y el análisis de los efectos a largo plazo de la exposición (esperanza de vida y carcinogénesis). El experimento utiliza macacos rhesus machos de 3 a 5 años. Se dividen en grupos de 10 a 15 monos en cada grupo. Los experimentos fueron diseñados para imitar la exposición real de la tripulación durante el vuelo a Marte, incluidas las fases aguda y crónica de la enfermedad.

### Estudio del tracto gastrointestinal
Entre los estudios biológicos y médicos del MARS-500, la tripulación se sometió a una electrogastroenterografía de 24 horas, utilizando equipos médicos a bordo, para estudiar la actividad eléctrica en el tracto gastrointestinal humano.

## Efectos psicológicos
Según los resultados oficiales, la tripulación del aislamiento de 520 días se sometió a la prueba como una sola unidad. No se observaron conflictos interpersonales, ni situaciones que requieran interrumpir o retrasar algún aspecto del proyecto. Las dificultades encontradas durante la realización de algunas actividades complicadas fueron superadas por la tripulación en conjunto. Las diferencias culturales y las dificultades lingüísticas no influyeron significativamente. Se dice que la comunicación amistosa y constructiva prevaleció durante todo el experimento. El equipo pasó tiempo juntos, viendo películas en diferentes idiomas y utilizó tales actividades recreativas como una oportunidad para discutir las películas e interactuar socialmente.
La tripulación preparó sorpresas para los cumpleaños, las principales festividades estatales y las festividades informales (el 31 de octubre celebraron Halloween). Algunos tripulantes aumentaron el tiempo dedicado a actividades individuales, lo que no obstaculizó la comunicación ni la interacción. No se observaron barreras idiomáticas, sociales o culturales, y el comandante de la misión ejerció su autoridad como líder formal e informal.
Más adelante en el experimento, la tripulación pasó más tiempo en la cama o realizando actividades personales. Los niveles generales de actividad de la tripulación se desplomaron en los primeros tres meses y continuaron cayendo durante el año siguiente. En el viaje de regreso, pasaron 700 horas más en cama que en el viaje de ida. Cuatro de los miembros sufrían problemas de sueño y psicológicos. Un miembro de la tripulación durmió muy mal, sufrió privación crónica del sueño y fue responsable de la mayoría de los errores cometidos en una prueba de computadora utilizada para medir la concentración y el estado de alerta.